# ورنس سور مرغ
ورنس سور مرغ (به فرانسوی: Varennes-sur-Morge) یک کمون در فرانسه است که در Canton of Ennezat واقع شده‌است.

## خصوصیات
ورنس سور مرغ ۴٫۹۳ کیلومترمربع مساحت و ۳۷۸ نفر جمعیت دارد و ۳۲۵ متر بالاتر از سطح دریا واقع شده‌است.